# Concerto per pianoforte

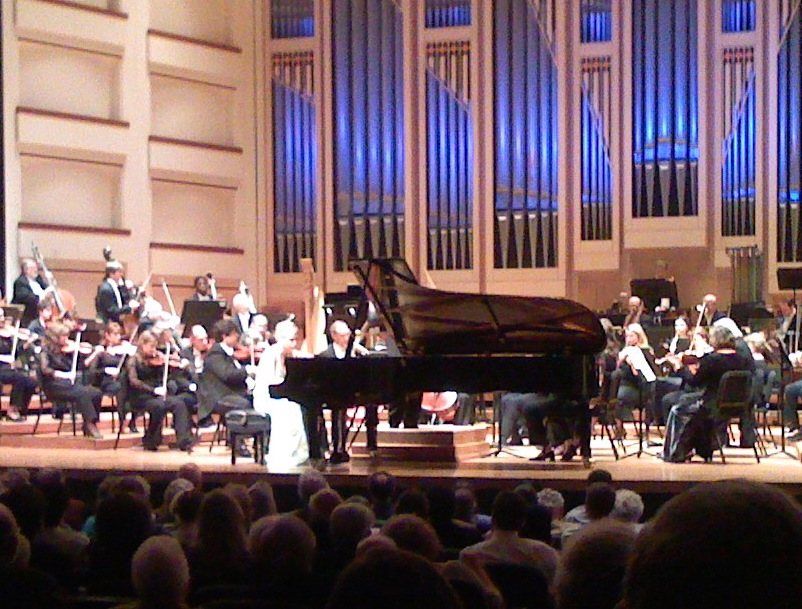
Esecuzione di un concerto per pianoforte e orchestra

Un concerto per pianoforte e orchestra, detto anche semplicemente concerto per pianoforte, è un concerto in cui lo strumento solista è il pianoforte accompagnato dall'orchestra o, più raramente, da un più piccolo ensemble di strumenti. In quest'ultimo caso, con l'accompagnamento per esempio di un'orchestra d'archi, si tratta di musica da camera.

## Storia
Concerti per strumenti a tastiera nel periodo barocco sono i concerti per organo op. 4 e op. 7 di Georg Friedrich Händel e i concerti per clavicembalo di Johann Sebastian Bach.

### Periodo classico e romantico
Dopo che il pianoforte riuscì ad affermarsi nel campo della musica, i compositori iniziarono a scrivere concerti per questo strumento. Ciò accadde nel tardo XVIII secolo, durante il Classicismo. Wolfgang Amadeus Mozart fu il compositore che più concorse allo sviluppo di questa forma musicale ai suoi inizi. Il corpus dei concerti per pianoforte di Mozart ha imposto saldamente il suo timbro sul genere per buona parte del successivo periodo romantico.
Mozart scrisse molti concerti per pianoforte pensando a se stesso come esecutore (i suoi 27 concerti per pianoforte includono anche concerti per due e tre pianoforti). Con l'affermarsi del pianista virtuoso, molti compositori-pianisti fecero altrettanto, in particolare Ludwig van Beethoven, Fryderyk Chopin, Robert Schumann, Franz Liszt e Carl Maria von Weber- ma anche musicisti meno noti come Johann Nepomuk Hummel, Joseph Wölfl, John Field, Ferdinand Ries e Franz Xaver Mozart.
Noti esempi di composizioni che vanno dalla metà del XIX secolo al tardo Romanticismo sono costituiti da concerti di Edvard Grieg, Johannes Brahms, Camille Saint-Saëns, Pëtr Il'ič Čajkovskij e Sergej Vasil'evič Rachmaninov. Antonín Dvořák e Xaver Scharwenka composero concerti meno noti in questo periodo. Edward Elgar compose degli abbozzi per un concerto ma non riuscì a completarne uno.
Nel XIX secolo Henry Litolff sfocò il confine fra concerto per pianoforte e orchestra e sinfonia nelle sue cinque opere dal titolo Concerto Symphonique e Ferruccio Busoni aggiunse un coro maschile nell'ultimo movimento del suo Concerto per pianoforte della durata di un'ora. Wilhelm Furtwängler compose il suo Concerto sinfonico per pianoforte e orchestra della durata di più un'ora, nel periodo 1924-1937. In senso più generale, il termine "concerto per pianoforte" potrebbe estendersi alle numerose opere concertate spesso programmatiche per pianoforte e orchestra dell'epoca - Beethoven, Fantasia Corale, Liszt Totentanz e Le rovine di Atene (variazioni) e Richard Strauss, Burleske sono solo alcune delle centinaia di tali opere.
I pochi concerti per pianoforte ben noti che dominano i programmi e le discografie dei concerti di oggi, costituiscono solo una piccola parte del repertorio che proliferava sulla scena musicale europea nel corso del XIX secolo.

### Novecento e musica contemporanea
La forma del concerto per pianoforte è sopravvissuta anche nella musica moderna e in quella contemporanea, con esempio di opere di Leroy Anderson, Samuel Barber, Béla Bartók, York Bowen, Elliott Carter, Emma Lou Diemer, George Gershwin, Ferde Grofé, György Ligeti, Witold Lutosławski, Gian Francesco Malipiero, Frank Martin, Bohuslav Martinů, Nikolaj Karlovič Metner, Peter Mennin, Peter Mieg, Selim Palmgren, Dora Pejačević, Lorenzo Perosi; Sergej Prokof'ev scrisse cinque concerti per pianoforte e orchestra, Maurice Ravel il suo celebre Concerto per la mano sinistra del 1929, Igor' Stravinskij scrisse il suo Concerto per pianoforte e fiati nel 1923; da ricordare inoltre Arnold Schönberg, Dmitrij Dmitrievič Šostakovič, Arthur Somervell, Heinrich Sutermeister, Aleksandr Nikolaevič Čerepnin, Michael Tippett, Pančo Vladigerov, Charles Wuorinen, Behzad Ranjbaran ed altri.
Parti di altre opere sinfoniche XX secolo danno al pianoforte prominenza occasionale come a qualsiasi altro strumento dell'orchestra, come nella Sinfonia in tre movimenti e nei Movimenti per pianoforte e orchestra di Igor' Fëdorovič Stravinskij, nel concerto per violino di Samuel Barber e nella Sinfonia n. 3 di Michael Tippett.

## Concerti per pianoforte e orchestra celebri
- Concerto per pianoforte e orchestra  n. 9 (Mozart)
- Concerto per pianoforte e orchestra n. 20 (Mozart)
- Concerto per pianoforte e orchestra n. 21 (Mozart)
- Concerto per pianoforte e orchestra  n. 23 (Mozart)
- Concerto per pianoforte e orchestra  n. 24 (Mozart)
- Concerto per pianoforte e orchestra  n. 26 (Mozart)
- Concerto per pianoforte e orchestra n. 3 (Beethoven)
- Concerto per pianoforte e orchestra n. 4 (Beethoven)
- Concerto per pianoforte e orchestra n. 5 (Beethoven)
- Concerto per pianoforte e orchestra n. 1 (Brahms)
- Concerto per pianoforte e orchestra n. 2 (Brahms)
- Concerto per pianoforte e orchestra n. 1 (Čajkovskij)
- Concerto per pianoforte e orchestra n. 2 (Čajkovskij)
- Concerto per pianoforte e orchestra n. 1 (Chopin)
- Concerto per pianoforte e orchestra n. 2 (Chopin)
- Concerto per pianoforte e orchestra (Dvořák)
- Concerto in fa (Gershwin)
- Concerto per pianoforte e orchestra (Grieg)
- Concerto per pianoforte e orchestra n. 1 (Liszt)
- Concerto per pianoforte e orchestra n. 2 (Liszt)
- Concerto per pianoforte e orchestra n. 3 (Prokof'ev)
- Concerto per pianoforte e orchestra n. 2 (Rachmaninov)
- Concerto per pianoforte e orchestra n. 3 (Rachmaninov)
- Concerto per pianoforte e orchestra in sol maggiore (Ravel)
- Concerto per pianoforte e orchestra per la mano sinistra (Ravel)
- Concerto per pianoforte e orchestra n. 3 (Rubinštejn)
- Concerto per pianoforte e orchestra n. 2 (Saint-Saëns)
- Concerto per pianoforte e orchestra (Schumann)
- Concerto per pianoforte (Skrjabin)
- Concerto per pianoforte e orchestra n. 2 (Bartók)
- Concerto per pianoforte e orchestra n. 1 (Šostakovič)
- Concerto per pianoforte e orchestra n. 2 (Šostakovič)

## Concerto per pianoforte per la mano sinistra
Il tedesco Paul Wittgenstein perse la sua mano destra durante la prima guerra mondiale, e nel riprendere la sua carriera di concertista richiese la composizione di alcuni concerti per la sola mano sinistra ad alcuni compositori del suo tempo. Il ceco Otakar Hollmann, che si ferì gravemente alla mano destra durante la guerra, fece lo stesso anche se in misura minore. Dietro queste commissioni nacquero le composizioni di Ravel, Prokof'ev, Bortkevič, Britten, Hindemith, Janáček, Korngold, Martinů, Franz Schmidt, Richard Strauss e altri.

## Concerto per due pianoforti
Concerti per due pianoforti sono stati composti da Bach (da due a quattro pianoforti, BWV 1060-65, veramente per clavicembalo, ma spesso eseguiti su pianoforte), Mozart (due, K 242 (originariamente per tre pianoforti e orchestra) e K 365), Mendelssohn (due, 1823-4), Bruch (1912), Béla Bartók (1927/1932, una riscrittura della sua Sonata per due pianoforti e percussioni), Stravinskij Concerto per due pianoforti soli scritto fra il 1931 e il 1935, Poulenc (1932), Arthur Benjamin (1938), Peter Mieg (1939-41), Darius Milhaud (1941 e 1951), Bohuslav Martinů (1943), Ralph Vaughan Williams (c. 1946), Roy Harris (1946), Gian Francesco Malipiero (due opere, entrambe del 1957), Walter Piston (1959), Luciano Berio (1973) e Harald Genzmer (1990).

## Concerto per tre o più pianoforti
A parte gli esempi di Bach e Mozart, le opere per più di due pianoforti e orchestra sono molto rare, ma sono state composte da Carl Czerny (Quatuor Concerto per quattro pianoforti, op. 230), Morton Gould (Inventions per quattro pianoforti e orchestra, 1954), Peter Racine Fricker (Concertante per tre pianoforti, timpani e archi, 1956), Wolfgang Fortner (Triplum per tre pianoforti e orchestra, 1966) e Georg Friedrich Haas (limited approximations per sei pianoforti a microtonalità e orchestra, 2010)